# Districte de Mathura
El districte de Mathura és una divisió administrativa de l'estat d'Uttar Pradesh a l'Índia, a la divisió d'Agra, amb capital a la ciutat de Mathura o Muttra. Té una superfície de 3.333 km² i una població de 2.069.578 habitants (segons el cens del 2001).
Administrativament està formada per tres tehsils:
- Chhata
- Mathura
- Mat

Sadabad consta com a tehsil al cens del 1991, però després del 1996 la major part fou transferit al districte d'Hathras.
I onze blocs (blocks) de desenvolupament rural (abans 10, darrerament es va crear el de Kosi Kalan):
- Nandgaon
- Chhata
- Chaumuhan
- Kosi Kalan
- Goverdhan
- Mathura
- Farah
- Baldev
- Naujheel
- Mant
- Raya

Els quatre primers al tehsil de Chhata, els quatre següents al de Mathura i els tres darrers al de Mant.
B: Tehsil: Mathura

4.	Goverdhan

5.	Mathura 

6.	Farah

7.	Baldeo
C: Tehsil: Mant

8.	Mant

9.	Naujhil

10.	Raya, Uttar Pradesh
Altres entitats del districte són:
- Nyay Panchayat: 89
- Gram Sabha: 479
- Pobles: 734
- Pobles deshabitats: 152
- Nagar i Nagar Samuh: 17
- Nagar Palika Parishad: 3
- Nagar Panchayat: 13

## Història
Mathura o Muttra fou la capital de l'antic regne de Surasena, l'avi de Krishna i els Pandaves, i la seva importància com a centre religiós ja és esmentada per Claudi Ptolemeu al segle ii, el qual l'anomena Modoura dels Déus. Les monedes trobades a la zona han permès establir que fou governada als segles ii i i aC per una dinastia de rages hindús als que van seguir els ksatrapes sakes que gradualment van agafar noms hindús. Al segles ii i i dC apareixen considerables inscripcions que assenyales l'establiment del poder dels kushana; llavors Muttra fou una fortalesa dels jainistes. Al segle vi fou visitada pel peregrí xinès Hiuen Tsiang que va trobar una gran ciutat amb 20 monestirs i 2000 sacerdots.
Es creu que Muttra fou saquejada per Mahmud de Gazni el 1018-1019 però en general el districte va tenir un paper menor en aquest principi de la penetració musulmana i el territori fou dominat pels mewatis. Si bé políticament era poc rellevant, si que ho era quant a religió. El vaixnavisme, una reforma de l'hinduisme sorgit al sud i est de l'Índia, va fundar diverses sectes a la regió als segles XV i XVI; d'altra banda la part occidental del districte és considerada el país de Krishna i cada arbreda, muntanya o aigua està associada amb algun episodi de la seva vida; durant tot l'any, però especialment en temps de pluges, grups de peregrins d'arreu de l'Índia visiten els santuaris i capelles sagrades de la zona.
Shah Jahan i Aurangzeb van prendre mesures per combatre aquest increment d'activitats dels hinduistes, però l'Imperi Mogol va quedar desmembrat al primer terç del segle xviii i el territori va quedar en mans dels jats; el 1712 Badan Singh (el pare del famós cap jat Suraj Mal) es va proclamar cap dels jats i va establir residència a Sahar on va construir un palau; quan fou vell va distribuir els seus dominis entre els seus fills, donant la part sud-oest de Bharatpur al seu fill petit Pratap Singh, i la resta, incloent Muttra, al fill gran Suraj Mal; a la mort de Badan Singh el seu fill gran es va instal·lar a Bharatpur i va agafar el títol de raja.
El 1748 l'emperador mogol Ahmad Shah Bahadur va convidar al cap jat a unir-se a Holkar sota comandament de nawab Safdar Jang per combatre el revolta rohilla; quan Safdar Jang es va revoltar, Suraj Mal i els seus jats el van seguir, mentre el wazir imperial Imad al-Mulk Ghazi al-Din obtenia l'ajut dels marathes. Safdar Jang es va retirar a Oudh i Ghazi al-Din assetjà Bharatpur, però aviat va retornar a Delhi on va deposar Ahmad Shah, i va posar al tron a Alamgir II. Quan Ahmad Shah Durrani va envair l'Índia el 1757, Sardar Jahan Khan va intentar imposar tribut a Muttra però com que la població es va retirar a les fortaleses, va ocupar la ciutat i la va saquejar massacrant als habitants que va trobar. El 1759 el nou emperador fou assassinat i el sobirà afganès una vegada més va avançar cap a Delhi. Ghazi al-Din va fugir a Muttra i Bharatpur, i es va unir a la confederació entre marathes i jats que fou destruïda per les forces d'Ahmad Shah Durrani a la batalla de Panipat del gener de 1761. Abans d'aquesta batalla decisiva Suraj Mal havia retirat les seves forces i s'havia dirigit a Agra, de la qual va expulsar els marathes i es va apoderar de Muttra.
Ahmad Shah Durrani va retornar a l'Afganistan i Suraj Mai va considerar el moment oportú per atacar al cap rohilla Najib al-Daula: va marxar cap a Shahdara, a uns 10 km de Delhi, però fou sorprès i capturat per una petita partida de forces imperials, sent executat el 1763. Dos dels seus fills que el van succeir en el comandament foren successivament assassinats i el tercer, Nawal Singh, després de perdre Agra durant la revolta de Zabita Khan, va morir el 1776; el quart fill, Ranjit Singh, va heretar Bharatpur amb només un petit territori.
Durant la guerra entre els Sindhia i els prínceps rajputs el 1788, els primers van aconseguir l'ajut dels jats per defensar Agra, llavors dominada pels Sindhia i assetjada per Ghulam Kadir. La regió de Muttra fou afectada per la gran fam de 1783-1784. El 1803 Ranjit Singh de Bharatpur va donar suport a Lord Lake en la seva campanya contra Sindhia amb una força de cinc mil cavallers jats i quan els marathes foren derrotats va rebre com a recompensa la part sud-oest del territori de Muttra, amb Kishangarh i Rewari. El 1804 va donar refugi a Jaswant I Rao Holkar que fugia després de la batalla de Dig, i això va portar al setge de Bharatpur per Lord Lake i encara que la capital no va poder ser conquerida, els territoris que li havien estat cedits el 1803 foren perduts.
El territori de Muttra fou repartit inicialment entre els districtes de Farrukhabad, Etawah i Agra el 1803, i el 1804 les parganes que havien estat incloses a Farrukhabad i Etawah foren transferides a Aligarh. El 1823 es va formar el districte de Sadabad que abraçava la part oriental del posterior districte de Muttra; el 1832 la capital fou transferida a Muttra o Mathura (que era campament militar) i el districte reorganitzat; els drets de Bharatpur en el districte es van suprimir el 1826 excepte alguns enclavaments; a la part occidental es va mantenir el sistema de talukdaris mentre a l'oriental es va imposar el sistema de granges. El territori fou afectat per la fam el 1825-1826 i per l'escassetat el 1837-1838.
Muttra va restar tranquil·la fins al 1858. Les notícies dels fets de Meerut van arribar a Muttra o Mathura el 14 de maig de 1857; dos dies després algunes forces de Bharatpur van arribar a Muttra i es van dirigir a Delhi sota oficials britànics; aquesta força es va aturar a Hodal el dia 26 i el dia 30 els sipais enviats a escortar el tresor de Muttra a Agra van mostrar símptomes de motí i els oficials van haver de fugir per reunir-se a les tropes a Hodal; poc després les forces de Bharatpur es van amotinar i els europeus van fugir per salvar la vida; el cap britànic va retornar a Muttra i després de visitar Agra per buscar ajut, en debades, va restar amb els banquers amics, els seths, fins al 14 de juny; després del motí del contingent de Gwalior a Aligarh el 2 de juliol, els rebels de Nimach es van dirigir a Muttra i van obligar a tots els europeus a fugir cap a Agra. Llavors tota la part oriental de la regió de Muttra o Mathura es va revoltar; el 5 d'octubre el magistrat va fer una expedició des d'Agra, i va capturar al cap rebel Deokaran; la columna del coronel Cotton va seguir avançant pel districte fins a Kosi, castigant els pobles revoltats; després del seu retorn a Agra des de Muttra ja no es van produir més incidents.
A la segona meitat del segle xix Dayanand, fundador de l'Arya Samaj, va estudiar a Muttra per un temps. Va patir per la fam de 1860-1861 i la de 1868-1869 i especialment a la de 1877-1878 (amb una mortalitat del 71,5%). El 1878 va rebre 84 pobles transferits del districte d'Agra. Una nova fam va afectar la zona el 1896-1897. El 1899-1900 hi va haver escassetat. Les obres de reg amb l'ampliació d'alguns canals el 1903 van protegir en endavant al districte contra grans fams.
El districte fou inicialment part de les Províncies del Nord-oest i després de les Províncies Unides d'Agra i Oudh. Tenia una superfície de 3.743 km². El riu Jumna creuava el districte, regat per alguns rierols tributaris, si bé el districte és notable per la manca de rius, sent els únics el Karon o Karwan (a la part oriental) i el Patwai o Patwaha (que s'uneix al Jumna prop de Mat); a l'est del Jumna hi ha les maresmes de Nohjhil. A la part occidental algunes derivacions de les muntanyes Aravalli de poca importància. Al districte el 1901 hi havia 14 ciutats i 837 pobles. La població era:
- 1872: 782.460
- 1881: 671.690
- 1891: 713.421
- 1901: 763.099

Administrativament estava dividit el 1901 en cinc tahsils:
- Muttra
- Chhata
- Mat
- Mahaban
- Sadabad

Les ciutats principals eren les municipalitats de Muttra o Mathura (capital del districte), Brindaban i Kosi. El 89% de la població eren hindús i el 10% musulmans. La llengua més general era l'hindi occidental, dialecte braj. Les castes principals eren els chamars, bramans, jats, rajputs, koris, gandàries i gujars.
El tahsil de Muttra o Mathura tenia una superfície de 1.026 km² i una població de 246.521 habitants el 1901, repartits en 218 pobles i sis ciutats la principal de les quals era la capital del districte i tehsil, Muttra, amb 60.042 habitants el 1901, seguida de Brindaban (22.717) i Gobardhan (6.738). la famosa muntanya sagrada de Giri Raj estava en el tahsil.

## Arqueologia
- Capella jainista a Kankali Tila amb inscripcions kushanes
- Temples hinduistes a Brindabak i Mahaban.
- Exemples d'arquitectura jat del segle xviii a Gobardhan.